# Kostel Narození Panny Marie (Páleč)
Kostel Narození Panny Marie je filiální kostel tribunového typu, který se nachází v obci Páleč (dříve Velký Páleč) ve Středočeském kraji. 

## Historie
Raně gotický kostel byl vystavěn roku 1333 na zakázku pražského biskupa Jana z Dražic a darován klášteru řeholních kanovníků sv. Augustina v Roudnici. Kostel krátce potom získal patronátní právo. Duchovní správu vedl farář se dvěma pomocnými knězi. V 15. století se kostel dostal do rukou nekatolickému obyvatelstvu, jelikož církev ztratila faru ve Velkém Páleči kvůli husitským válkám. Až roku 1706 se koupí dostal do držení Metropolitní kapituly pražské. Roku 1889 byl kostel rekonstruován se snahou zachovat jeho původní gotický vzhled. Roku 1890 získal kostel polychromovaný interiér a nové pseudogotické zařizovací předměty a oltáře. Roku 1901 byla zbořena renesanční zvonice, která stála při kostele a zvony z konce 19. století byly přesunuty do kostelní věže. 

## Exteriér
Jednolodní prostor kostela je ze západu ukončen věží a z východu presbytářem. Západní fasáda s věží o čtyřech podlažích obsahuje portál s lomeným obloukem, nad kterým prochází zalomená římsa, další římsa probíhá v úrovni korunní římsy lodi a další v úrovni hřebenu střechy lodi. Nad portálem jsou  na ose umístěna tři okna s výraznými gotickými prvky. Okno v prvním patře je lomené s kružbou a jeptiškami. Další dvě okna jsou prostší, ale také obsahují lomené oblouky. Dalším dominantním prvkem nejen západní fasády jsou odstupňované opěrné pilíře. Věž kostela má čtyřbokou jehlanovou střechu.
Jižní průčelí kostela také obsahuje lomený ústupkový portál, který se dnes využívá ke vstupu do kostela. Nad portálem probíhá zalomená římsa se dvěma kapitulními znaky, tak tomu je i na západní fasádě. Nad portálem je zdobná deska z 16. století se znakem Jana z Dražic. Okna vedoucí do hlavní lodi kostela jsou zdobná, obsahují rozety i jeptišky. V dřevěném krovu krytém břidlicí jsou zasazeny vikýře. Presbytář je nižší než hlavní loď kostela, tento výškový rozdíl tvoří gradací hmot kostela. Presbytář je rozdělen na obdélníkové travé a závěr, který je postaven na půdorysu pěti hran pravidelného osmiúhelníku. 
Severní fasáda je totožná s jižní, navíc zde ale stojí sakristie s jedním lomeným oknem.
V literatuře lze dohledat popis renesanční zvonice, která byla roku 1901 zbořena. Stála jižně od kostela a byla vystavěna na obdélném půdorysu (6x4,75m). Ve spodní části věže byly umístěny 3 střílny, zatímco ve vrchní části (v prostoru zvonů), byla okna velká. Dřevěná střecha (jehlanového tvaru) obsahuje lucernu. Ve stolici visely tři zvony o průměrech 1,20m, 0,70m a 0,45m.

## Interiér

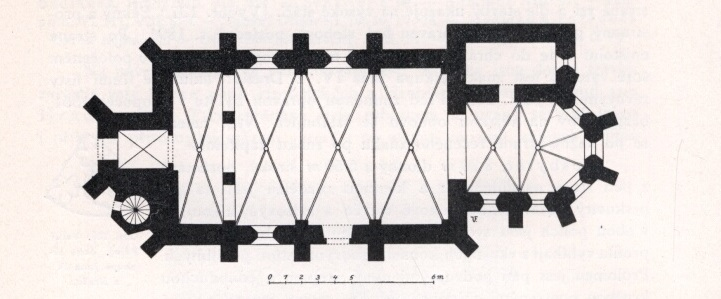
Půdorys

Jednolodní polychromovaný prostor je zaklenut čtyřmi poli křížové klenby a presbytář dvěma (pětiboký závěr  paprsčitou klenbou a travé křížovou klenbou). Žebra mají masivní hruškovcový profil a končí na masivních, nízkých příporách s římsou, výjimkou jsou žebra použita v presbytáři, která mají klínový profil. Žebra se setkávají v nezdobných kruhových svornících ve vrcholcích kleneb. V západní části kostela se nachází kruchta (přístupná z věžního schodiště), kterou podepírají dva pilíře a dva sloupky, mezi nimiž jsou vyklenuty lomené oblouky. Vítězný oblouk mezi presbytářem a lodí je též lomený. 

### Zařízení
Kazatelna i dva pseudogotické oltáře dodané sem na konci 19. století mají také znaky gotické mikroarchitektury (fiály, slepé kružby a rozety). Kostelní lavice jsou též pseudogotické. V interiéru též stojí bohatě zdobená gotická opuková křtitelnice ze 14. století.
Podlaha kostela byla patrně důsledkem rekonstrukcí zvednuta, což zakrylo reliéfy a náhrobky.

## Galerie

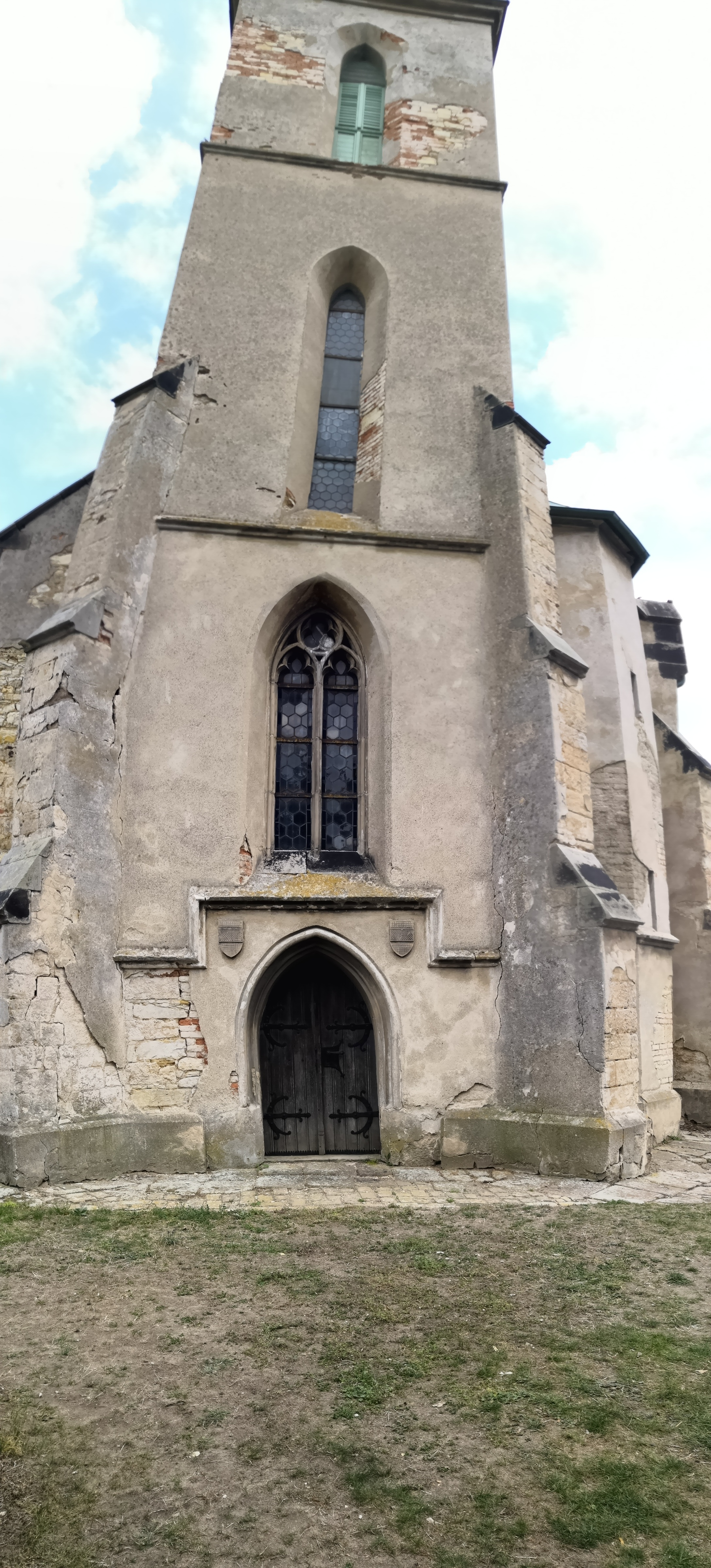
Západní věž kostela
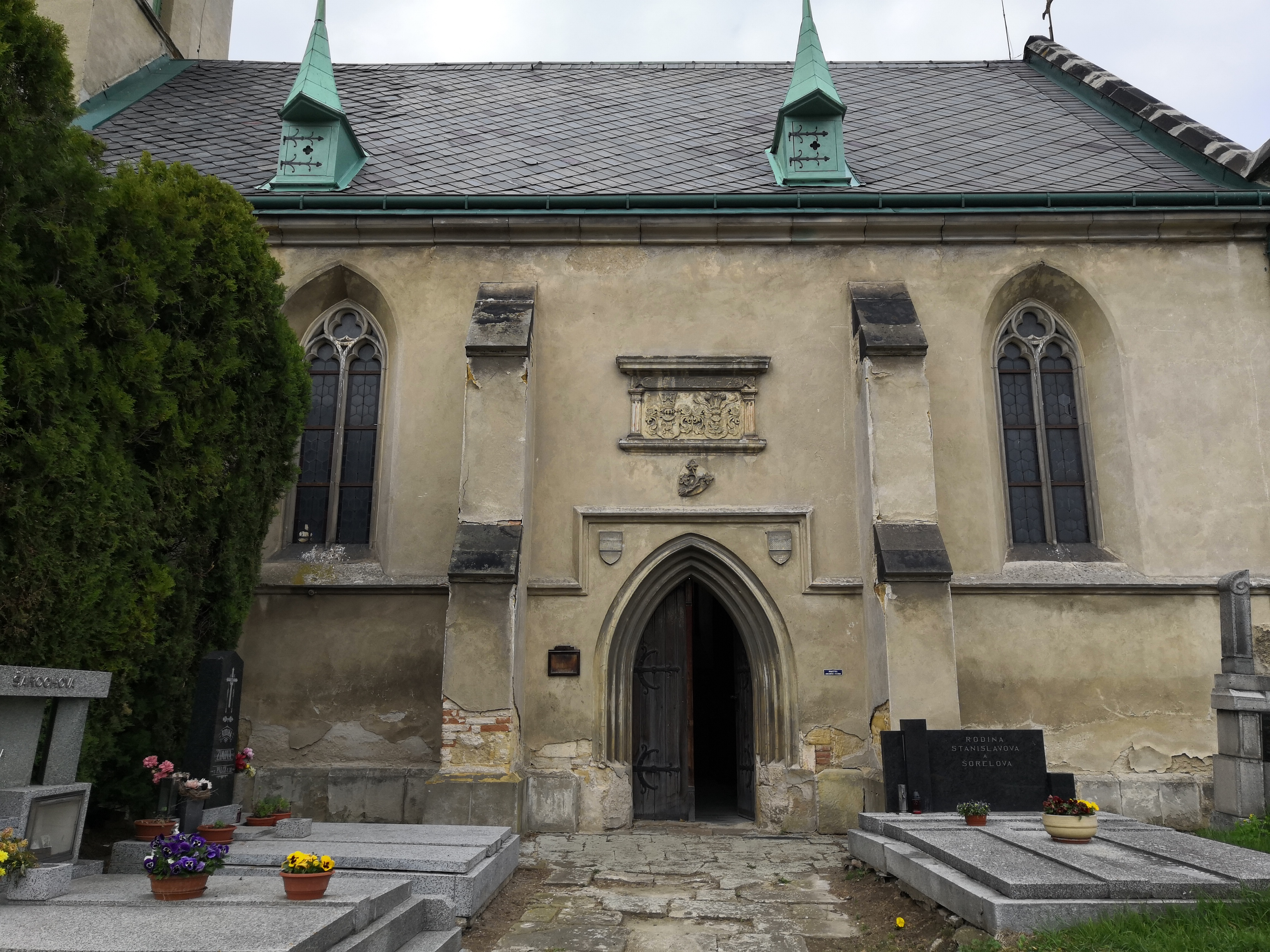
Jižní fasáda s portálem a zdobnou deskou, je zde vidět i odstupňovaný opěrný systém kostela
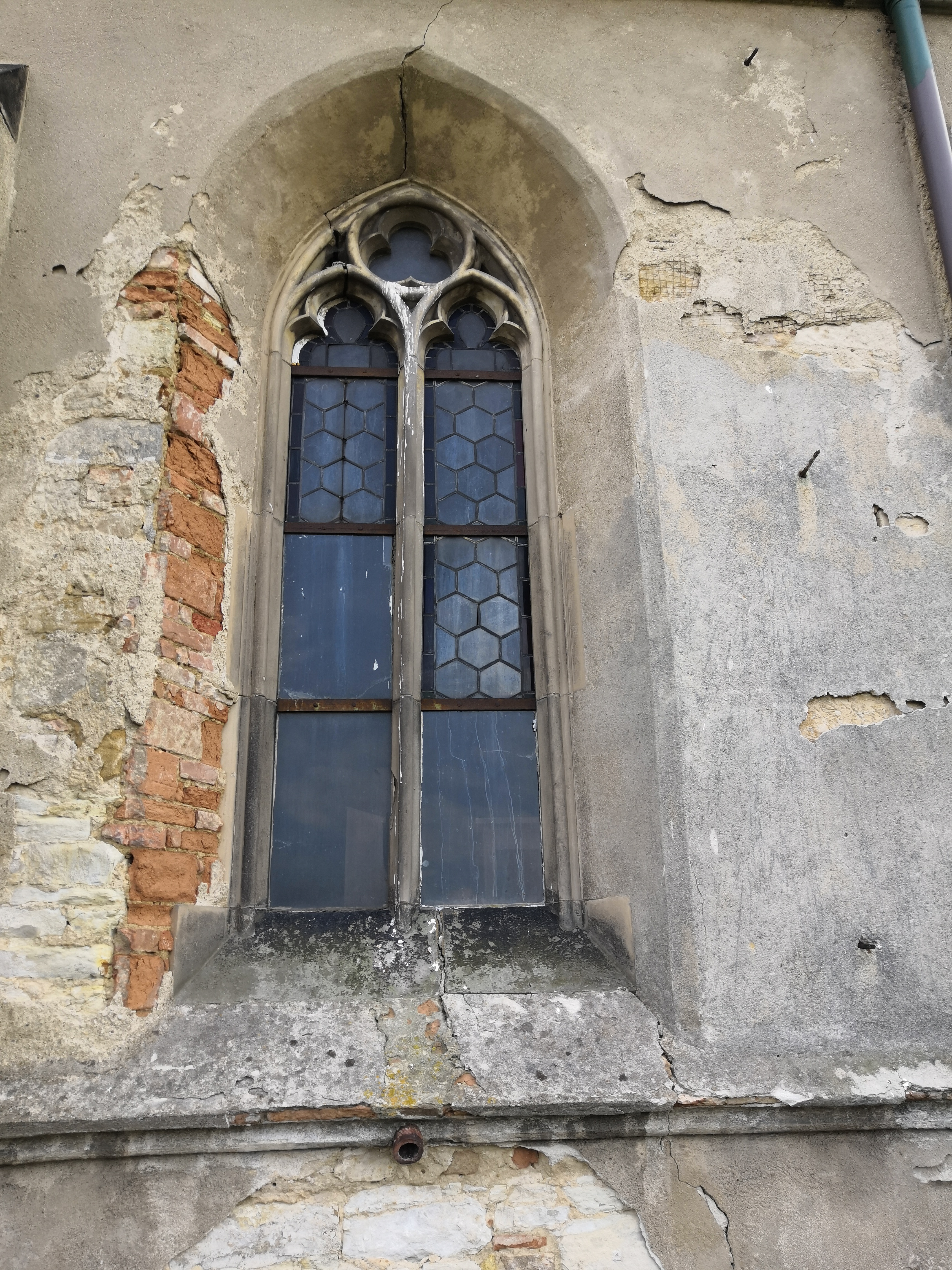
Okno s gotickou kružbou
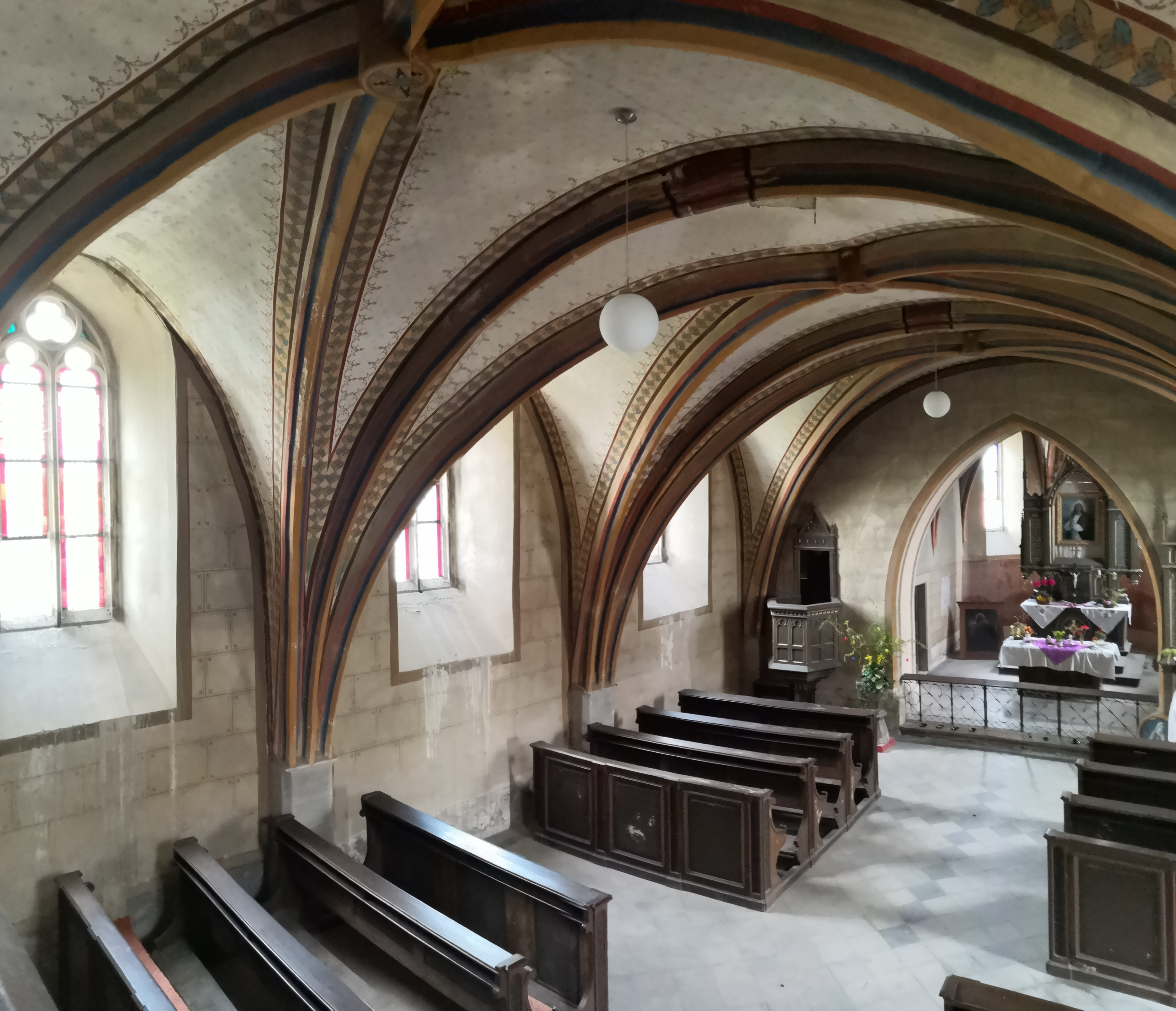
Pohled na loď
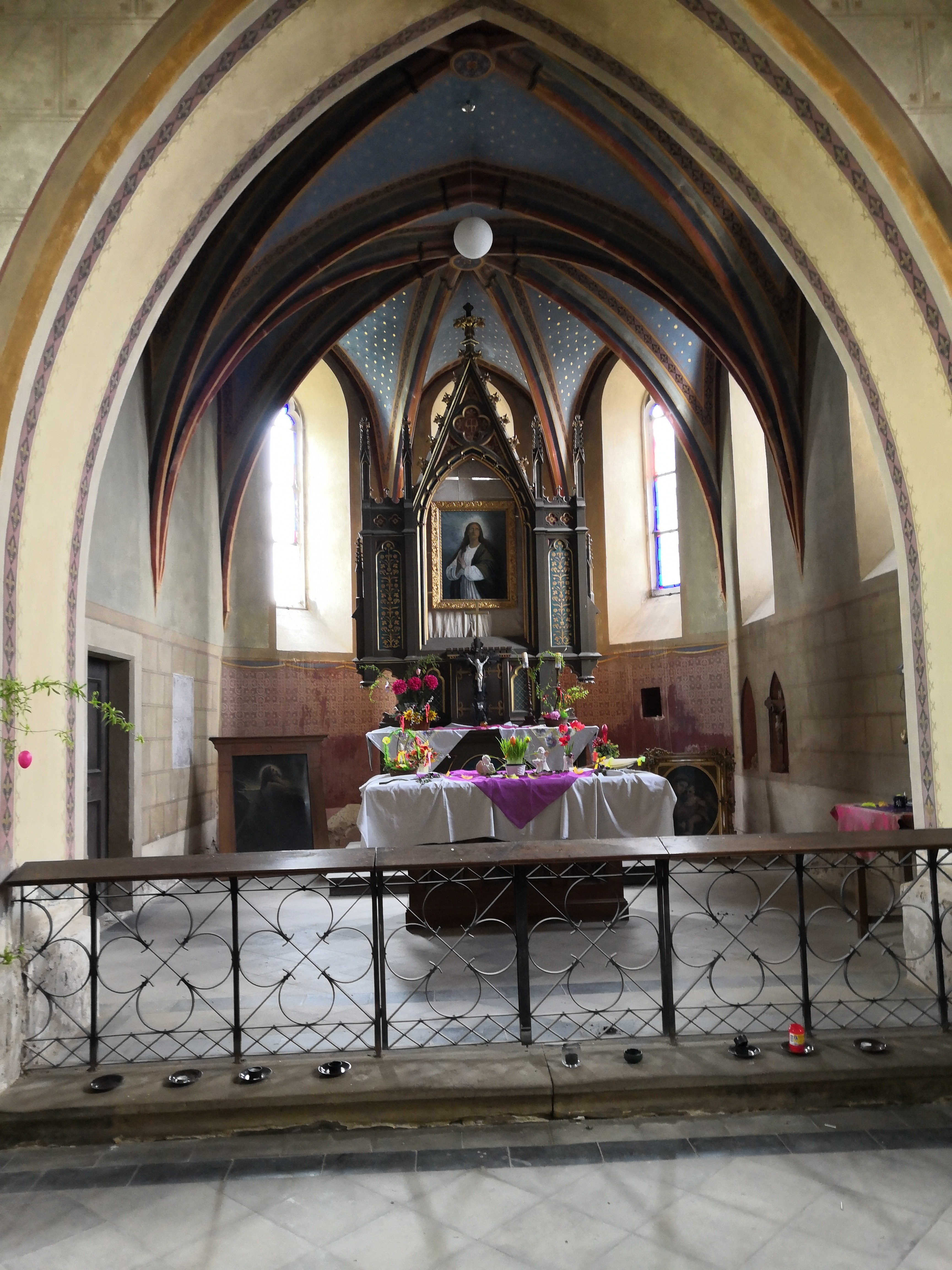
Pohled do presbytáře s pseudogotickým oltářem a  zaklenutí presbytáře (žebra klínového profilu končící na konzole)
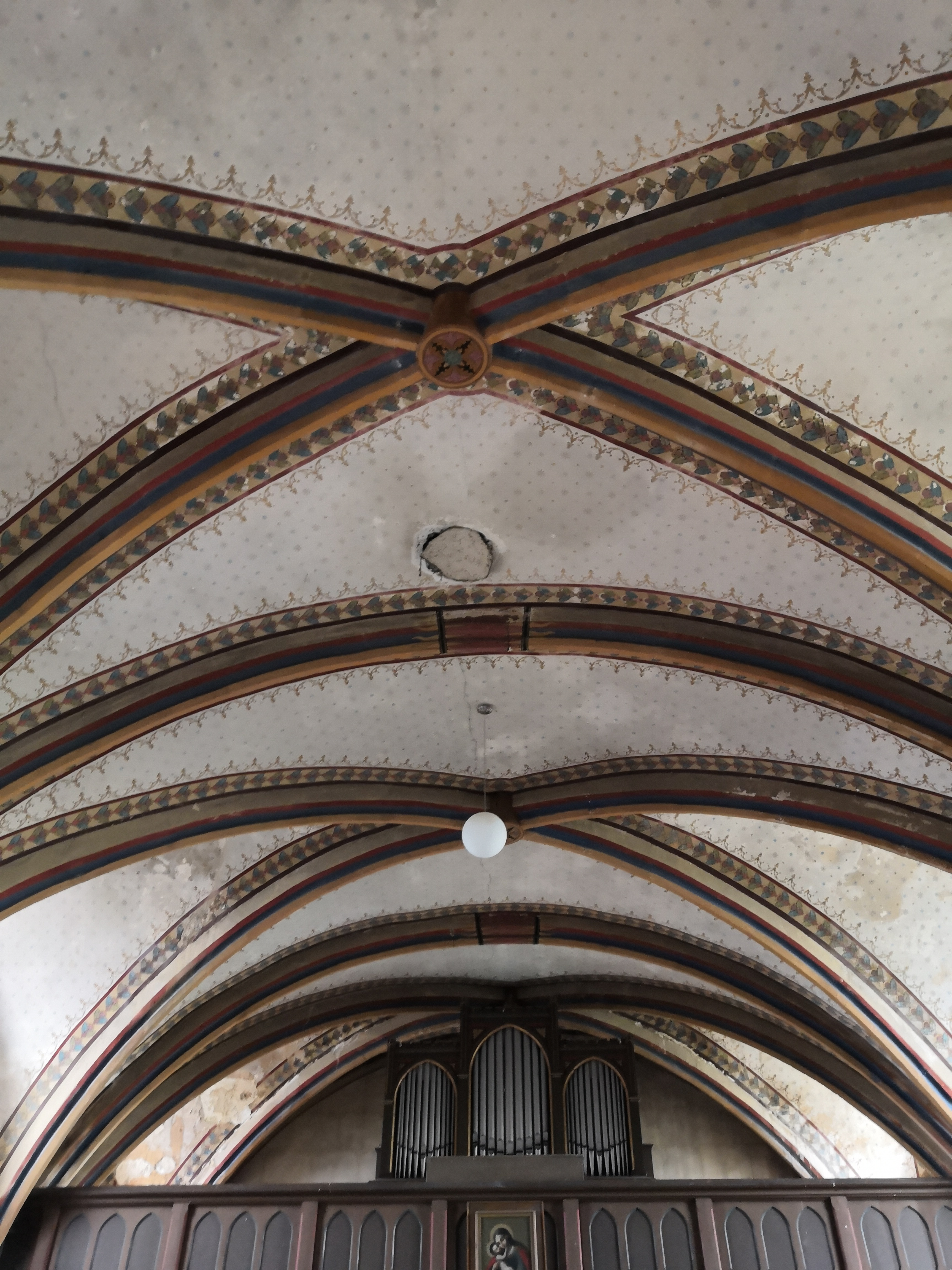
Detail zaklenutí lodi žebry hruškovcového profilu s nezdobenými svorníky